# 克魯特英雄紀念碑

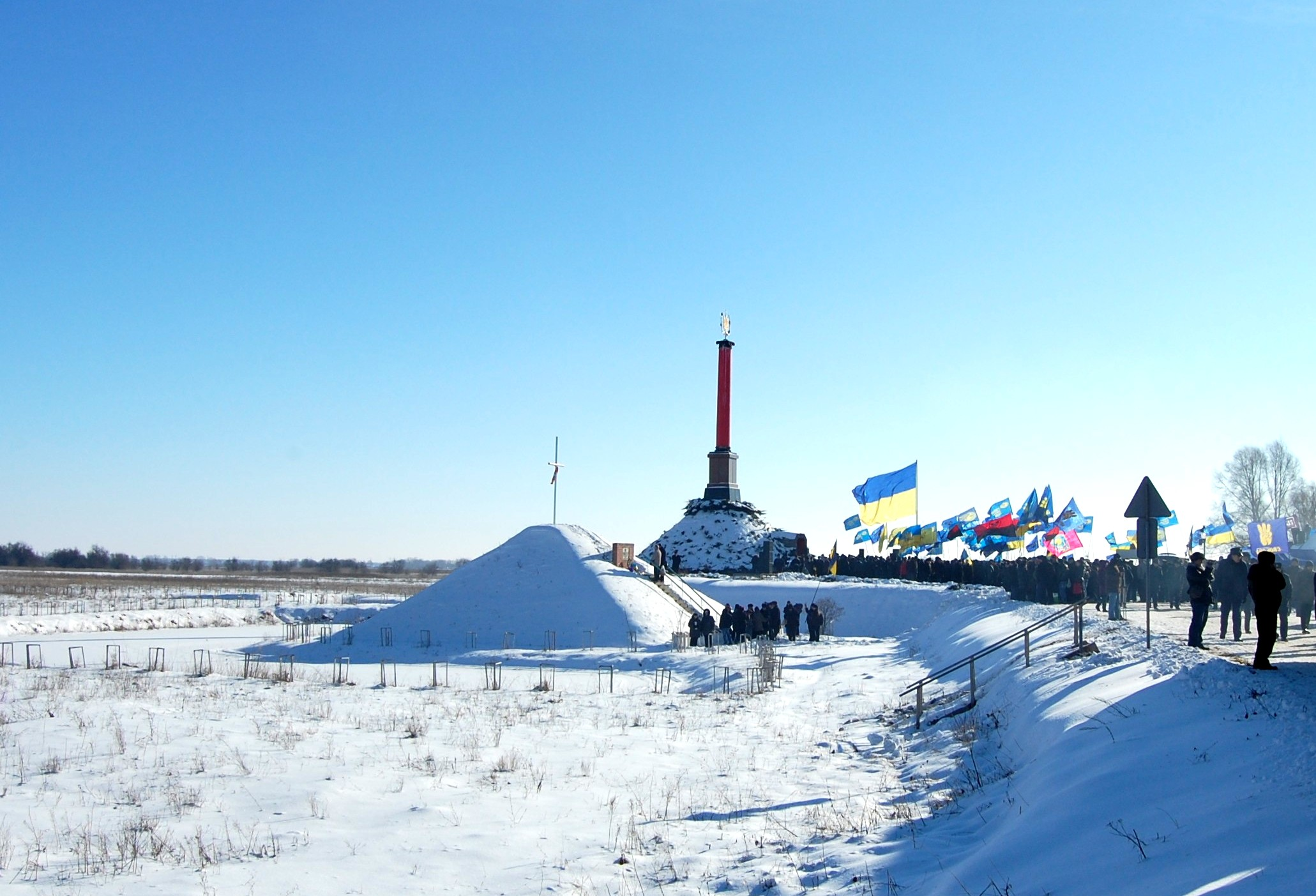

克鲁特英雄纪念碑（羅馬化：Memorial pamiati heroiv Krut）位於烏克蘭切爾尼戈夫州克魯特是為纪念1918年1月29日在克鲁特战役中为保卫基辅而牺牲的500名军校学员的紀念碑，他们延缓了布尔什维克红军的推进。紀念碑為10米高的红色柱子，位于一座小山上，有一座教堂和一个十字形的湖泊。2006年8月25日，時任总统维克多·尤先科为其揭幕。

## 遭破壞
2007年5月20日，纪念碑被潑黄漆破壞，并写上反乌克兰字句。纪念碑的雕塑家表示，該次事件已是纪念碑第二次遭人破坏。